# Magda Paulányi
Magda Paulányi, née Vidos le 19 juin 1945 à Budapest et morte le 14 janvier 2024, est une athlète hongroise, spécialiste du lancer du javelot. 
Elle remporte la médaille d'argent du lancer du javelot lors des championnats d'Europe 1969, devancée par sa compatriote Angéla Németh. Elle termine deuxième des Universiades d'été de 1970.
Elle se classe 11e lors des Jeux olympiques de 1972 à Munich.